# Hongaarse Goudtrein

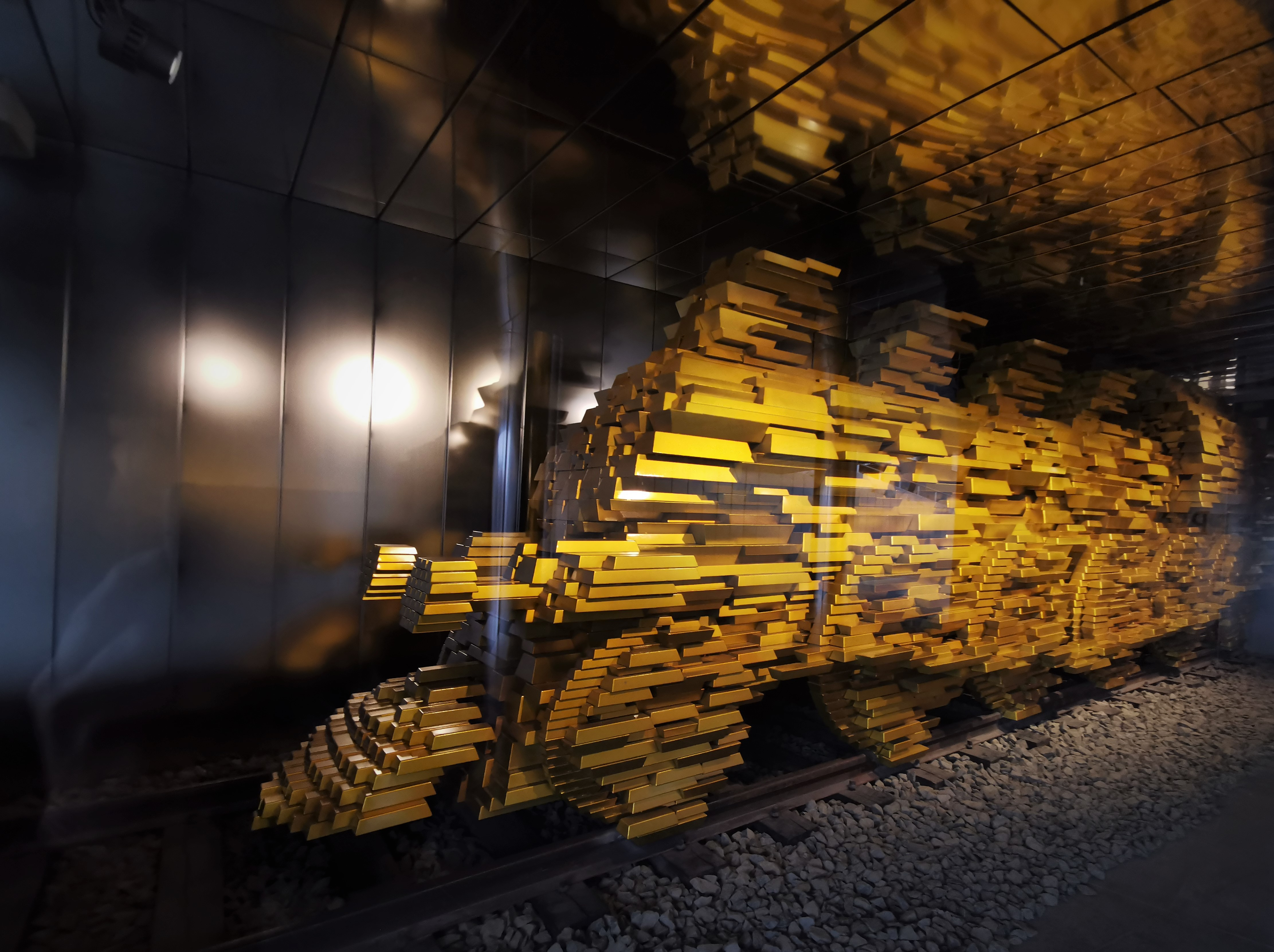
Standbeeld dat de Goudtrein vertegenwoordigt in het Geldmuseum in Boedapest, Hongarije

De Hongaarse Goudtrein was een trein die tijdens de Tweede Wereldoorlog werd gebruikt door Duitsland om gestolen kostbaarheden, voornamelijk eigendommen van Hongaarse Joden, in 1945 van Hongarije naar Berlijn te vervoeren. Nadat Amerikaanse troepen de trein in Oostenrijk in beslag hadden genomen en hadden geplunderd, werden waardevolle spullen vrijwel niet teruggegeven aan Hongarije, de rechtmatige eigenaren of hun overlevende familieleden.

## Geschiedenis

### Achtergrond
Op 7 maart 1944 lanceerde Adolf Hitler Operatie Margarethe: de invasie van Hongarije. De fascistische regering van Hongarije, geleid door Ferenc Szálasi, werkte samen met de Duitse bezetters om de naar schatting 800.000 Joodse burgers van Hongarije te dwingen al hun waardevolle spullen aan overheidsfunctionarissen te overhandigen. Dit omvatte edelstenen, gouden sieraden, trouwringen en alle andere bezittingen met een hoge geldwaarde. De ingenomen eigendommen werden in individuele tassen en dozen gestopt waaruit de eigenaren konden worden geïdentificeerd en er werden ontvangstbewijzen afgegeven. De meerderheid van de Joden werd naar concentratiekampen verscheept, vooral naar Auschwitz-Birkenau. De meesten werden vermoord. De Hongaarse autoriteiten hebben alle in beslag genomen kostbaarheden opnieuw ingedeeld in inhoudscategorieën. Tegen die tijd was het vrijwel onmogelijk om de juiste eigenaar van de waardevolle spullen te identificeren.

### De Goudtrein
Eind 1944 rukte het Sovjetleger op naar de Hongaarse hoofdstad Boedapest. Een door de Schutzstaffel (SS) aangestelde regeringsfunctionaris, Árpád Toldi, bedacht een plan om een groot deel van de Joodse buit uit Hongarije te evacueren, zodat het niet in handen van de Sovjet-Unie zou vallen. Toldi gaf het bevel om grote hoeveelheden waardevolle spullen in een goederentrein te laden om de spullen naar nazi-Duitsland te vervoeren.
De goederentrein bestond uit 46 wagons. 24 wagons werden gebruikt voor het vervoeren van de gestolen kostbaarheden van Hongaarse joden, 15 wagons voor het vervoeren van Hongaarse en Duitse soldaten voor het bewaken van de trein en de bijbehorende voorraad munitie, eten en drinken en 7 wagons werden gebruikt voor het vervoeren van een groep mijnwerkers. De mijnwerkers moesten mee om de kostbaarheden te begraven als de situatie daar om zou vragen.
Volgens verschillende verslagleggingen over de trein bestond de inhoud uit goud, gouden sieraden, edelstenen, diamanten, parels, horloges, ongeveer 200 schilderijen, Perzische en Oosterse tapijten, zilverwerk, porselein, meubels, mooie kleding, linnengoed, porselein, camera's, postzegelcollecties en valuta (voornamelijk Amerikaanse dollars en Zwitserse franken). Terwijl de trein door Hongarije reed, stopte deze op een paar locaties om andere geroofde en in beslag genomen voorwerpen op te halen die elders waren opgeslagen, waaronder een halte dicht bij het kasteel van Abaúj. 
Op een veilige locatie nabij de Hongaars-Oostenrijkse grens werd de trein 92 dagen stilgezet om zorgvuldig de inhoud van de trein te documenteren. In 1945 schatten Joodse organisaties en de Hongaarse regering de totale waarde van de inhoud van de trein in op 350 miljoen dollar, of omgerekend bijna 4 miljard dollar in 2007. Andere schattingen van de waarde van de inhoud in 1945 variëren van 50 miljoen tot 120 miljoen dollar of 570 miljoen tot 1,7 miljard dollar in 2007, gecorrigeerd voor inflatie.
In het voorjaar van 1945 begon de trein opnieuw aan zijn reis naar het westen. Toldi en zijn gezin verlieten de trein met een grote hoeveelheid goud op 30 maart 1945, toen de trein Oostenrijk binnenreed. Op dat moment was het Russische leger nog maar 16 kilometer van hen vandaan. Toldi probeerde tien dagen later met zijn gezin het neutrale Zwitserland binnen te komen, maar de toegang werd hen geweigerd. Toldi wendde zich vervolgens tot SS-officier Wilhelm Höttl, aan wie hij 10% van het meegenomen goud overhandigde in ruil voor zowel Duitse paspoorten als Zwitserse visa voor zijn hele gezin. Toldi en zijn gezin kwamen vervolgens met succes Zwitserland binnen, maar later dat jaar werd hij in Oostenrijk vastgehouden. Na ondervraging door de geallieerde autoriteiten werd hij vrijgelaten en daarna is er geen spoor van hem meer gevonden in officiële documenten.
Nadat de trein vanuit Hongarije rechtstreeks naar Oostenrijk was gereden, stopte deze af en toe om hoeveelheden goud over te laden naar vrachtwagens. Wat er na het overladen met het goud is gebeurd blijft onbekend. De trein kwam uiteindelijk op 16 mei 1945, negen dagen na de overgave van nazi-Duitsland, tot stilstand in de stad Werfen. De trein werd ingenomen door geallieerde troepen, eerst door het Franse leger en vervolgens door het Amerikaanse leger.

### Het lot van waardevolle spullen
Het officiële beleid van de Verenigde Staten inzake de teruggave van ingenomen goederen, overeengekomen op de Slotakte van de Herstelconferentie van Parijs in 1946 en in de Vijfmachtenovereenkomst voor niet-repatrieerbare slachtoffers van Duitsland, was het verkopen van eigendommen zonder eigenaar ten behoeve van niet-repatrieerbare vluchtelingen. Deze overeenkomsten vormden de basis voor de oprichting van het Voorbereidend Comité voor de Internationale Vluchtelingenorganisatie (IRO).
De VS hadden een ander beleid ten aanzien van kunstwerken. In overeenstemming met al lang bestaande internationale overeenkomsten voerden de VS een restitutiebeleid dat 'geroofde kunstwerken en cultureel materiaal zal worden teruggegeven aan de regeringen van de landen waaruit ze zijn weggenomen'. Het Counter Intelligence Corps (CIC) van het Amerikaanse leger stuurde hun officier Morton Himmler, die in Salzburg was gestationeerd, om de leiding te nemen over wat zij de Werfen-trein noemden. Himmler beval de mensen aan boord onmiddellijk vast te houden en van de trein te scheiden, hoewel het Amerikaanse leger, dat een tekort aan personeel had, geselecteerde Hongaarse troepen toestond te helpen bij het lossen van de trein. 
Ondertussen waren de Centrale Raad van Joden in Hongarije – een organisatie die de Joodse belangen in Hongarije vertegenwoordigt, en onder druk van het bezettende Sovjetleger dat op zoek was naar oorlogsrepatriëring – en de nieuwe regering van Hongarije op de hoogte van de Amerikaanse inbeslagname van de trein en lobbyden zij uitgebreid en soms hartstochtelijk voor de teruggave van de volledige inhoud van de trein naar Hongarije, waar deze konden worden uitgezocht in een poging deze terug te geven aan de rechtmatige eigenaren of hun familieleden. De Amerikaanse regering negeerde voortdurend de Hongaarse pleidooien.
Het Amerikaanse leger bracht het grootste deel van de bezittingen over naar een militair overheidsmagazijn in Salzburg. De schilderijen werden echter opgeslagen in de Salzburger Residenz. Omdat het onmogelijk was de eigendom van de kostbaarheden vast te stellen, was het officiële Amerikaanse standpunt, zoals bepaald door de stafchef van het Amerikaanse leger, George C. Marshall, dat de bezittingen aan vluchtelingenhulporganisaties moesten worden gegeven in overeenstemming met internationale restitutieovereenkomsten.
Het merendeel van de resterende bezittingen van de trein werd in 1946 verkocht via wisselwinkels van het leger in Europa of in 1948 geveild in New York, waarbij de opbrengst naar de IRO ging. Volgens The New York Times bedroegen de veilinginkomsten in totaal 152.850,61 dollar of ongeveer 1,3 miljoen dollar in 2007, gecorrigeerd voor inflatie. Kledingstukken die waren bestemd voor de verkoop van wisselwinkels in het leger en die van mindere waarde werden geacht, werden overgedragen aan een divisie-aalmoezenier voor distributie "aan behoeftige DP's" (ontheemden).
Een deel van de bezittingen uit de trein kwam in het bezit van hoge Amerikaanse legerofficieren die in Midden-Europa waren gestationeerd om toezicht te houden op de wederopbouwinspanningen na de oorlog en het Marshallplan. Op bevel van generaal-majoor Harry J. Collins, commandant van de 42nd Infantry Division (de beroemde "Rainbow" Division), werden veel van de voorwerpen gebruikt om zijn huis in te richten. Andere voorwerpen richtten de huizen en kantoren in van andere Amerikaanse militaire officieren, waaronder brigadegeneraal Henning Linden en generaal Edgar E. Hume. De woning omvatte porselein, zilverwerk, glaswerk, tapijten en tafel- en beddengoed.
Het uiteindelijke lot van de ongeveer 200 in beslag genomen schilderijen uit de trein is onbekend. Omdat ze volgens het officiële restitutiebeleid van de VS als ‘cultureel bezit’ werden beschouwd, hadden ze moeten worden teruggestuurd naar hun land van herkomst. Dat land had Hongarije moeten zijn, maar vanaf 1953 waren de schilderijen in bezit van de Oostenrijkse overheid. Hun huidige verblijfplaats is onbekend.

### Ontwikkelingen sinds 1998
De Verenigde Staten hielden de meeste details van de Hongaarse Goudtrein geheim voor het publiek tot 1998, toen de Amerikaanse president Bill Clinton de Presidential Advisory Commission on Holocaust Assets in de Verenigde Staten oprichtte. In oktober 1999 verscheen er een rapport over de omgang met in beslag genomen uit de goudtrein. Het rapport concludeerde verschillende tekortkomingen door de Amerikaanse overheid, waardoor de meeste goederen nooit bij de rechtmatige eigenaren (of familieleden daarvan) terug zijn gekomen.
In 2001 spanden Hongaarse overlevenden van de Holocaust een rechtszaak aan bij een districtsrechtbank van Florida tegen de regering van de Verenigde Staten wegens het verkeerd omgaan met de bezittingen van de Hongaarse Goudtrein. De overlevenden beweerden dat de Amerikaanse regering haar belofte met betrekking tot de bezittingen niet was nagekomen en de eigendommen opnieuw had geclassificeerd als "gestolen vijandelijk eigendom", waardoor de verkoop van items op veilingen in 1948 mogelijk werd. De opbrengsten zouden zijn gebruikt om internationale vluchtelingenregelingsprogramma's te betalen en dienden als dekmantel voor ambtenaren die de bezittingen hadden geplunderd.
De zaak werd afgehandeld toen president George W. Bush van plan was de Joodse kiezers in Florida te sussen om hun stem veilig te stellen voor de komende verkiezingen in 2004. David Mermelstein was de enige overlevende die bij de bemiddeling aanwezig was. In 2005 bereikte de regering een schikking ter waarde van 25,5 miljoen dollar. Het geld werd toegewezen voor distributie aan verschillende Joodse sociale diensten ten behoeve van overlevenden van de Holocaust.
Onder de bewijsstukken die werden ingediend door advocaten die de overlevenden vertegenwoordigden, bevond zich een brief uit januari 1949. Deze brief was geschreven door Evelyn Tucker, een beeldende kunstfunctionaris die diende bij het Amerikaanse Monuments, Fine Arts, and Archives (MFAA) programma en die was toegewezen aan de Reparation, Deliveries and Restitution (RD&R) afdeling van het US Allied Command (USACA). De brief van Tucker, gestuurd naar Ardelia Ripley Hall, ambtenaar van het Amerikaanse ministerie van Buitenlandse Zaken, documenteerde de plundering na de Tweede Wereldoorlog door Amerikaanse legerofficieren van meerdere items uit voormalige nazi-bolwerken, waaronder items uit de goudtrein.
Het geld uit de schikking wordt nog steeds verdeeld. Op 3 juni 2014 werd een rapport ingediend bij de federale rechtbank waarin werd vermeld dat tussen 1 juli 2012 en 30 juni 2013 464.553,56 dollar was uitgedeeld aan 12 Joodse sociale dienstverleningsorganisaties in Australië, Canada, Hongarije, Israël, Zweden en de Verenigde Staten.

## Afbeeldingen

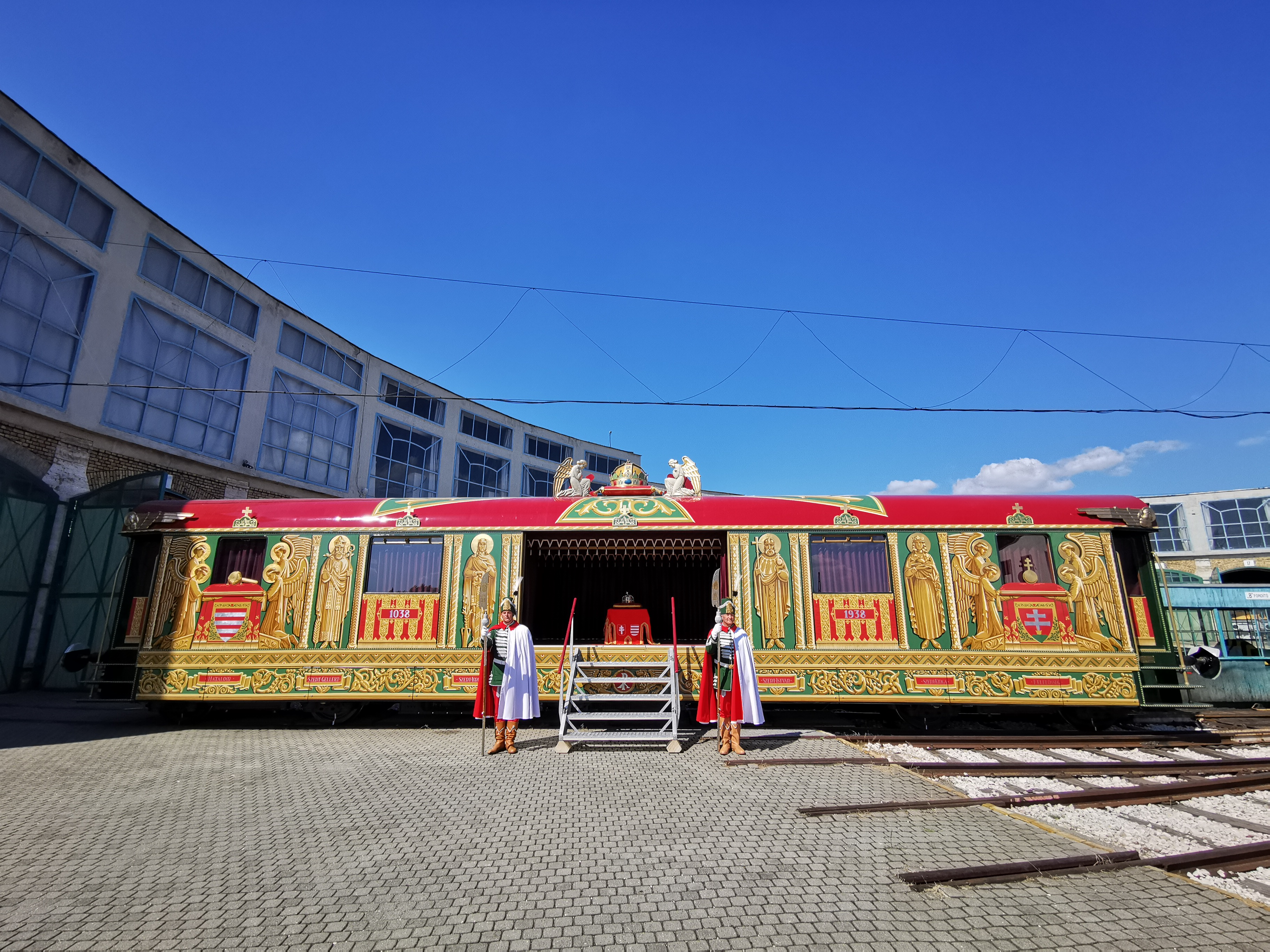
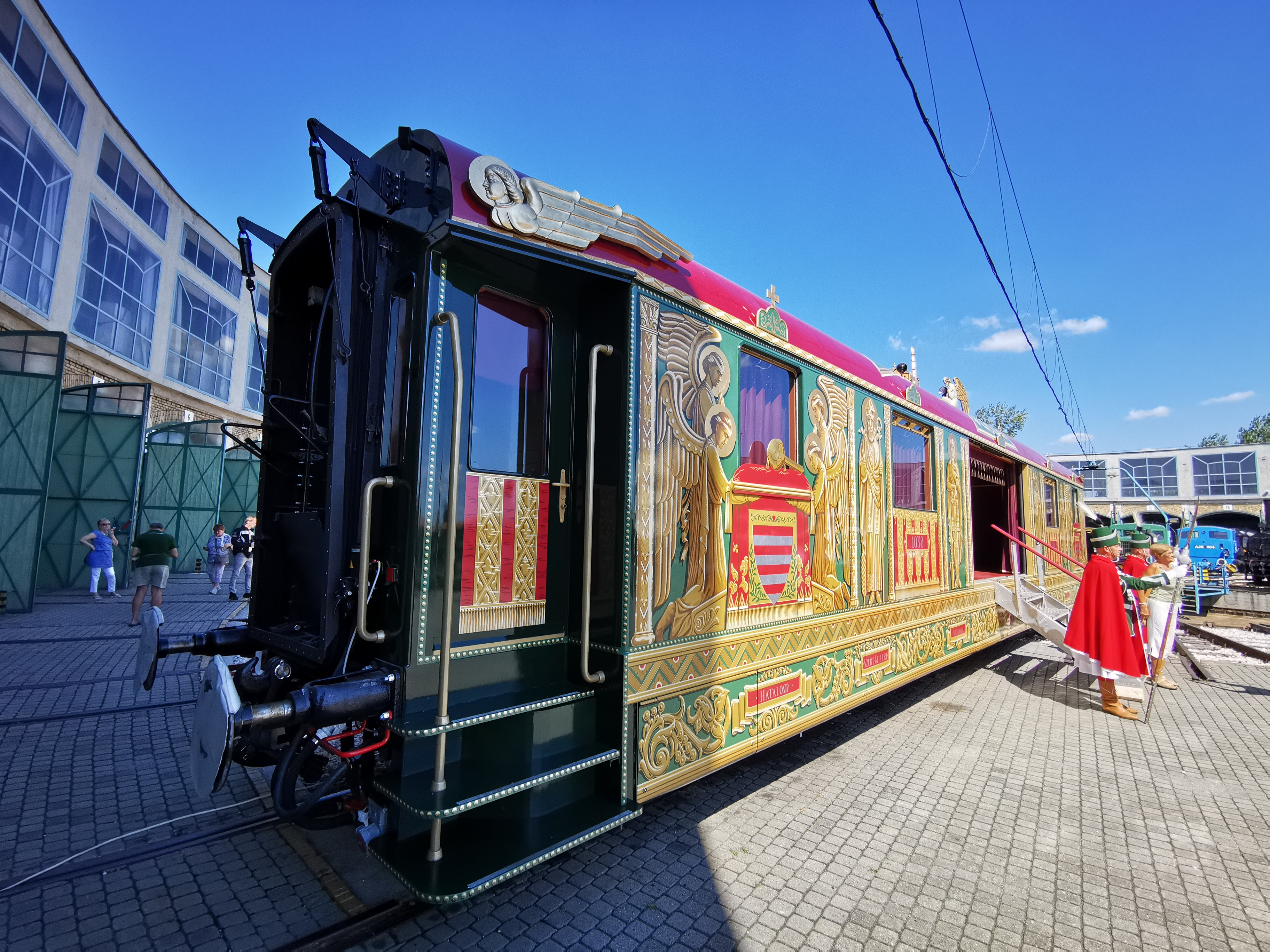
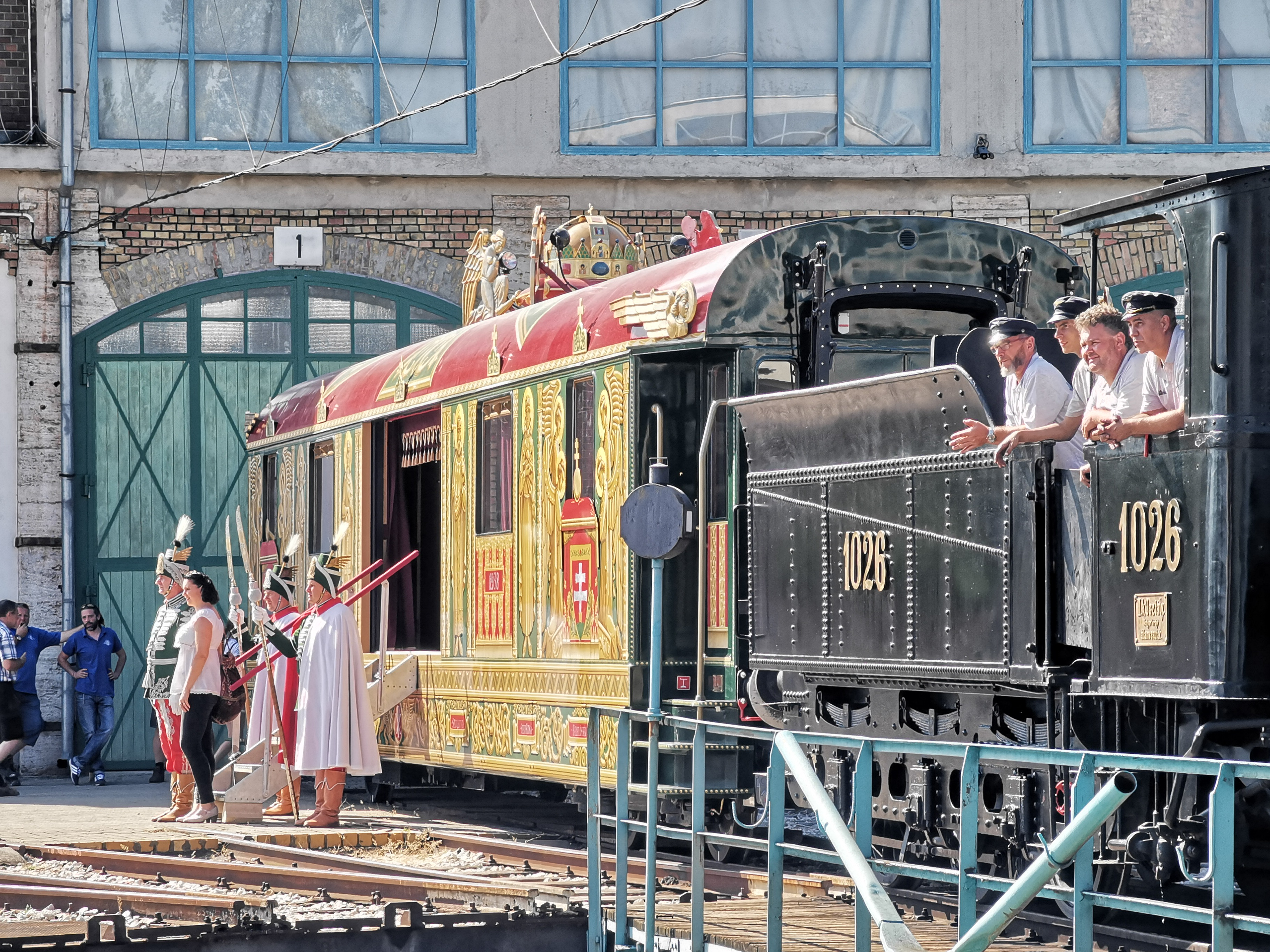
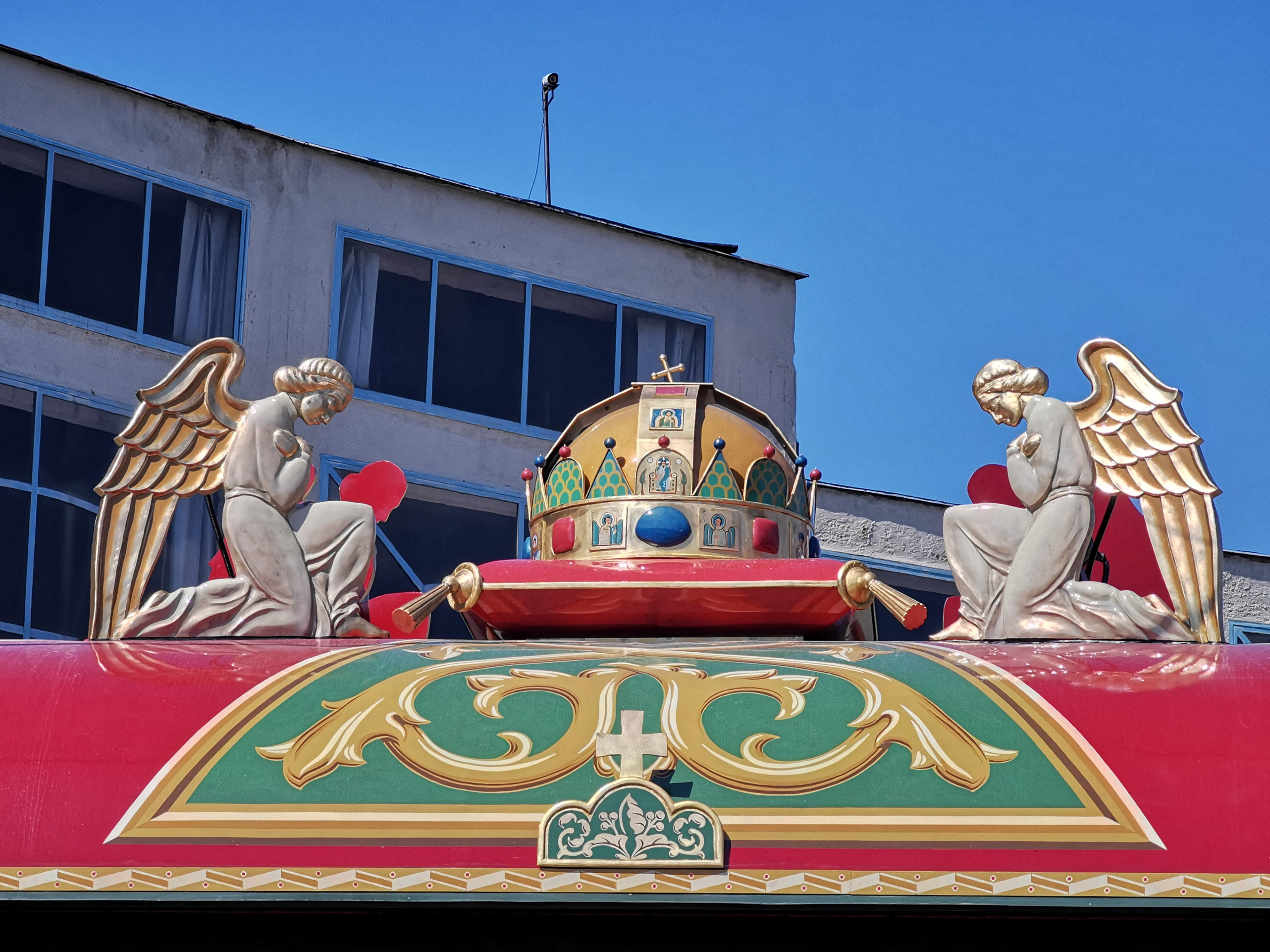